# Běleč (kraj południowomorawski)
Běleč – wieś i gmina w Czechach, w powiecie Brno, w kraju południowomorawskim. Według danych z dnia 1 stycznia 2014 liczyła 195 mieszkańców.